# Reni Yordanova
Pour les articles homonymes, voir Yordanov.
Reni Yordanova (bulgare : Рени Йорданова), née le 25 octobre 1953, est une ancienne rameuse bulgare. Elle est médaillée d'argent aux Jeux de 1976.

## Carrière
Yordanova est médaillée d'argent en quatre avec barreuse aux Jeux de 1976.

## Palmarès

### Jeux olympiques
- Jeux olympiques d'été de 1976 à Montréal ( Canada) :
  -  médaille d'argent en quatre avec barreuse